# Dead Bees on a Cake
Dead Bees on a Cake è il quinto album in studio del cantautore britannico David Sylvian, pubblicato nel 1999 dalla Virgin Records.
Nel 2018, in occasione del Record Store Day, l'album è stato ripubblicato su doppio vinile con l'aggiunta di 4 tracce assenti nell'edizione originale. In questa pubblicazione, immessa sul mercato in edizione limitata, compaiono anche delle fotografie realizzate da Anton Corbijn.

## Tracce
Testi e musiche di David Sylvian, eccetto dove indicato.
1. I Surrender – 9:24
2. Dobro #1 – 1:30 (Bill Frisell, Sylvian)
3. Midnight Sun – 4:00 (Charles Brown, Johnny Moore, Sylvian, Eddie Williams)
4. Thalheim – 6:07
5. Godman – 4:02
6. Alphabet Angel – 2:06
7. Krishna Blue – 8:08
8. The Shining of Things – 3:09
9. Café Europa – 6:58
10. Pollen Path – 3:25
11. All of My Mother's Names (Summers with Amma) – 6:11
12. Wanderlust – 6:43
13. Praise (Pratah Smarami) – 4:02 (testo: tradizionale – musica: Shree Maa, Sylvian)
14. Darkest Dreaming – 4:01 (J̌ivan Gasparyan, Sylvian)

### Edizione LP del 2018
Lato A
1. I Surrender – 9:24
2. The Scent of Magnolia – 5:36
3. Dobro #1 – 1:30 (Frisell, Sylvian)
4. Midnight Sun – 4:00 (Brown, Moore, Sylvian, Williams)

Lato B
1. Cover Me with Flowers – 6:33
2. Krishna Blue – 8:08
3. Albuquerque (Dobro #6) – 1:21 (Frisell, Sylvian)

Lato C
1. Thalheim – 6:07
2. Alphabet Angel – 2:06
3. Godman – 4:02
4. Café Europa – 6:58
5. Aparna and Nimisha (Dobro # 5) – 0:56 (Frisell, Sylvian)
6. Pollen Path – 3:25

Lato D
1. The Shining of Things – 3:09
2. Wanderlust – 6:43
3. All of My Mother's Names (Summers with Amma) – 6:11
4. Praise (Pratah Smarami) – 4:02 (testo: tradizionale – musica: Shree Maa, Sylvian)
5. Darkest Dreaming – 4:01 (Gasparyan, Sylvian)